# Mögglingen
Mögglingen är en kommun och ort i Ostalbkreis i regionen Ostwürttemberg i Regierungsbezirk Stuttgart i förbundslandet Baden-Württemberg i Tyskland.
Kommunen ingår i kommunalförbundet Rosenstein tillsammans med staden Heubach och kommunerna Bartholomä, Böbingen an der Rems och Heuchlingen.